# Intramuskulær administration
Intramuskulær administration (forkortet i.m.) af et lægemiddel eller andre væsker er en administrationvej hvor man ved hjælp af en kanyle sprøjter lægemidlet direkte ind i en muskel.
Afhængigt af lægemidlets kemiske egenskaber, kan optagelsen til det systemiske kredsløb ske hurtigt eller gradvist. En intramuskulær injektion gives mest hyppigt i skuldermusklen (musculus deltoideus), lårmusklen (vastus lateralis) eller baldemusklen (gluteus maximus).
Denne administrationsvej er bl.a. hyppigt anvendt for vacciner.